# Mount Vernon (Missouri)
Mount Vernon település az Amerikai Egyesült Államok Missouri államában, Lawrence megyében, melynek megyeszékhelye is. Lakosainak száma 4526 fő (2020. április 1.).

## Népesség
A település népességének változása:

| 2010 | 4 575 |
| 2020 | 4 526 |